# ئی‌زدایر
ئی‌زدایر (به انگلیسی: EZAir) یک شرکت هواپیمایی با کد یاتا EZ است که در ۲۰۰۰ میلادی تأسیس شده‌است. دفتر مرکزی ئی‌زدایر در کوراسائو واقع شده‌است و قطب این شرکت هواپیمایی در فرودگاه بین‌المللی هاتو، فرودگاه بین‌المللی فلامینگو قرار دارد و به ۸ مقصد، پرواز انجام می‌دهد.